# São Bernardo do Campo
São Bernardo do Campo – miasto w południowo-wschodniej Brazylii (stan São Paulo), w regionie metropolitalnym São Paulo.
W mieście swoje fabryki mają Mercedes-Benz i Volkswagen. W mieście rozwinął się przemysł elektrotechniczny, włókienniczy, chemiczny oraz ceramiczny. Liczba mieszkańców w 2020 roku wynosiła 844 483.
W mieście mają siedzibę kluby piłkarskie São Bernardo FC, EC São Bernardo i Palestra de São Bernardo.

## Miasta partnerskie
- Marostica, Włochy
- Shūnan, Japonia
- Montigny-le-Bretonneux, Francja
- Mignano Monte Lungo, Włochy
- Hodonín, Czechy
- Gelsenkirchen, Niemcy
- Chihuahua, Meksyk
- Guimarães, Portugalia